# Roudham and Larling
Roudham and Larling is een civil parish in het bestuurlijke gebied Breckland, in het Engelse graafschap Norfolk met 301 inwoners.